# Ollioules
Ollioules település Franciaországban, Var megyében. Lakosainak száma 14 320 fő (2022. január 1.). Ollioules Évenos, Sanary-sur-Mer, La Seyne-sur-Mer, Six-Fours-les-Plages és Toulon községekkel határos.

## Népesség
A település népességének változása:
| Lakosok száma | 13 321 | 13 365 | 13 813 | 13 702 | 13 771 | 13 866 | 13 991 | 14 011 | 14 320 |
|               | 2013   | 2015   | 2016   | 2017   | 2018   | 2019   | 2020   | 2021   | 2022   |